# 100 mètres nage libre féminin aux Jeux olympiques de 1912
Navigation
Anvers 1920
L'épreuve de 100 mètres nage libre femmes des Jeux olympiques de 1912 a eu lieu du 8 juillet 1912 au 12 juillet 1912 dans un bassin long de 100 mètres construit dans la baie de Djurgårdsbrunnsviken à Stockholm.
Il s'agit de la première épreuve féminine de natation de l'histoire des Jeux olympiques. La première championne olympique de natation est donc l'Australienne (sous les couleurs de l'Australasie) Fanny Durack.
La distance (ou ses équivalents en yards) est dominée par les nageuses anglo-saxonnes : les Britanniques Jennie Fletcher et Irene Steer qui ont remporté des titres nationaux ou Daisy Curwen, recordwoman du monde du 110 yards ; Jennie Fletcher a longtemps détenu le record du monde du 100 yards que vient tout juste de battre l'Australienne Fanny Durack.
Contrairement aux épreuves masculines, marquées par de nombreux forfaits, toutes les nageuses prennent le départ des séries. Comme l'épreuve est nouvelle aux Jeux, la première, puis la deuxième série établissent le record olympique. C'est finalement Fanny Durack qui bat le record olympique et le record du monde lors de la quatrième série, avec 1 min 19 s 8. L'exploit n'est pas renouvelé durant le reste de la compétition. La course est effectivement dominée par les nageuses anglo-saxonnes. Seules deux Allemandes Wally Dressel (quatrième série) et Grete Rosenberg (cinquième série) réussissent à contester cette supériorité. Elles sont cependant éliminées en demi-finale ; Grete Rosenberg n'entre en finale qu'à la suite du forfait de Daisy Curwen, hospitalisée le jour même des demi-finales pour une opération de l'appendicite. La finale est largement dominée, de bout en bout, par l'Australienne Fanny Durack. Sa compatriote et amie Mina Wylie se place sans trop de difficultés sur la seconde marche du podium. Par contre, la lutte est serrée entre les trois autres nageuses pour la médaille de bronze : elles se tiennent en quatre centièmes. C'est la Britannique Jennie Fletcher qui s'impose de peu sur l'Allemande Grete Rosenberg.

## Épreuve et engagements

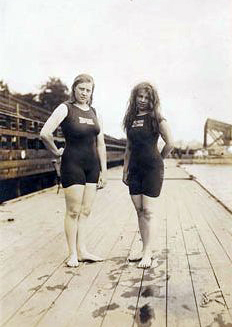
Fanny Durrack (à gauche) avec Mina Wylie, nageuses australiennes durant les Jeux Olympiques d'été de 1912. Leur participation fut longtemps discutée et se fit sous "chaperons"...

Il s'agit de la première épreuve féminine de natation de l'histoire des Jeux olympiques. En effet, lors du congrès du comité olympique britannique en octobre 1907 pour l'organisation des Jeux de Londres, des épreuves féminines avaient été discutées. Il semblerait que celles-ci aient finalement dû être annulées, faute d'un nombre suffisant de nageuses engagées. Si des démonstrations eurent lieu, aucune médaille ne fut remise. Pour les Jeux de Stockholm, en plus des Britanniques, les Danois et Norvégiens se montrent très favorables à l'organisation d'épreuves féminines. Le comité d'organisation des Jeux de Stockholm propose lors du congrès du CIO en mai 1911 à Budapest une épreuve féminine en nage libre : un 100 mètres individuel. 
Plusieurs pays se posent la question d'envoyer ou non des nageuses aux Jeux. Ainsi, la délégation australasienne (combinant Australie et Nouvelle-Zélande) ne devait pas comprendre de femmes. Les deux amies, et rivales, Fanny Durack et Mina Wylie sont originaires de la Nouvelle-Galles du Sud et cet État australien interdit aux femmes de concourir dans des épreuves auxquelles des hommes assisteraient. Un autre argument avancé est que la fédération ne disposerait de fonds que pour envoyer la délégation masculine à Stockholm. L'opinion publique se mobilise pour les deux femmes obtenant le changement du règlement et organisant une souscription pour leur payer le voyage. Mary Durack, sœur de Fanny Durack, fait office de chaperon,,,. De son côté, le Comité olympique des États-Unis, dirigé par James Edward Sullivan, refuse d'envoyer des femmes à toutes les épreuves olympiques, natation comprise. La délégation britannique à Stockholm comprend deux « chaperons » pour l'équipe féminine de natation : Mesdames Holmes et Jarvis, en fait toutes les deux entraîneuses de natation. Et dans le cas de Clara Jarvis, c'est même l'entraîneuse personnelle de Jennie Fletcher qui accompagne sa nageuse aux Jeux.
Les nageuses anglo-saxonnes sont favorites. En Grande-Bretagne, Jennie Fletcher a remporté les titres nationaux sur 100 yards en 1909, 1911 et 1912, battue seulement en 1910 par Irene Steer. Jennie Fletcher a longtemps détenu le record mondial de la distance, qu'elle a battu onze fois en sept ans, mais le 100 yards  n'est pas le 100 mètres,,. Une autre Britannique, Daisy Curwen, détient l'équivalent du record du monde du 100 mètres avec celui du 110 yards en 1 min 20 s 6. Cependant, juste avant les Jeux, l'Australienne Fanny Durack a établi les records des 50, 100 et 200 yards, respectivement en 27 s, 1 min 6 s et 2 min 56 s. Elle nage avec le style caractéristique du « crawl australien ».

## Séries
| Série | Rang | Pays                               | Nom                 | Temps        | Qualification           |
| ----- | ---- | ---------------------------------- | ------------------- | ------------ | ----------------------- |
| 1     | 1    |                                    | Isabella Moore      | 1 min 29 s 8 | Q (RO)                  |
| 1     | 2    |                                    | Louise Otto         | 1 min 34 s 4 | Q                       |
| 1     | 3    |                                    | Klara Milch         | 1 min 37 s 2 |                         |
| 1     | 4    |                                    | Greta Johansson     | 1 min 41 s 4 |                         |
| 1     | 5    | Drapeau du Grand-duché de Finlande | Tyyne Järvi         | 1 min 42 s 4 |                         |
| 1     | n.c  |                                    | Aagot Norman        | abandon      |                         |
| 2     | 1    |                                    | Daisy Curwen        | 1 min 23 s 6 | Q (RO)                  |
| 2     | 2    |                                    | Jennie Fletcher     | 1 min 26 s 2 | Q                       |
| 2     | 3    |                                    | Berta Zahourek      | 1 min 38 s 6 |                         |
| 2     | 4    |                                    | Josefa Kellner (en) | 1 min 41 s 2 |                         |
| 2     | 5    |                                    | Karin Lundgren (en) | 1 min 44 s 8 |                         |
| 2     | 6    |                                    | Sonja Johnsson (en) | n.c          |                         |
| 3     | 1    |                                    | Mina Wylie          | 1 min 26 s 8 | Q                       |
| 3     | 2    |                                    | Mary Langford (en)  | 1 min 28 s   | Q                       |
| 3     | 3    |                                    | Hermine Stindt      | 1 min 29 s 2 |                         |
| 3     | 4    |                                    | Josephine Sticker   | 1 min 31 s 8 |                         |
| 3     | 5    |                                    | Claire Guttenstein  | n.c          |                         |
| 3     | 6    |                                    | Elsa Björklund (en) | n.c          |                         |
| 4     | 1    |                                    | Fanny Durack        | 1 min 19 s 8 | Q (RM et RO)            |
| 4     | 2    |                                    | Irene Steer         | 1 min 27 s 2 | Q                       |
| 4     | 3    |                                    | Wally Dressel       | 1 min 28 s 6 | q (meilleure troisième) |
| 4     | 4    |                                    | Margarete Adler     | 1 min 34 s 4 |                         |
| 4     | 5    |                                    | Greta Carlsson (en) | n.c          |                         |
| 4     | 6    | Drapeau du Grand-duché de Finlande | Regina Kari         | n.c          |                         |
| 5     | 1    |                                    | Grete Rosenberg     | 1 min 25 s   | Q                       |
| 5     | 2    |                                    | Annie Speirs        | 1 min 25 s 6 | Q                       |
| 5     | 2    |                                    | Vera Thulin (en)    | 1 min 44 s   |                         |

Comme, contrairement aux épreuves masculines, il n'y a aucun forfait, le programme est complet. Les cinq séries ont lieu comme prévu : deux le lundi  8 juillet à 19 h 30 et trois le mardi 9 juillet à 12 h. Les deux premières de chaque série et la meilleure troisième sont qualifiées pour le tour suivant.
Les nageuses anglo-saxonnes (britanniques et australiennes) dominent effectivement les séries. La différence entre ces nageuses qui prennent les premières places qualificatives et leurs adversaires est souvent de près de 10 secondes. Il n'y a guère que deux nageuses allemandes Wally Dressel (quatrième série) et Grete Rosenberg (cinquième série) qui réussissent à contester cette supériorité. Peu de suspense donc dans la plupart des séries. Dans la deuxième, Jennie Fletcher prend un départ rapide mais est rattrapée par sa compatriote Daisy Curwen. Dans la dernière série, la seule remportée par une nageuse non anglo-saxonne, Annie Speirs prend un très mauvais départ, restant plus longtemps que ses adversaires sur la plage de départ et elle ne réussit jamais à refaire son retard,,.
La course étant organisée pour la première fois, le record olympique est logiquement établi lors de la première série mais battu dès la deuxième. Lors de la quatrième série, Fanny Durack le bat à nouveau définitivement et bat le record du monde. Cette série rapide permet à Wally Dressel de se qualifier au titre de meilleure troisième,,.

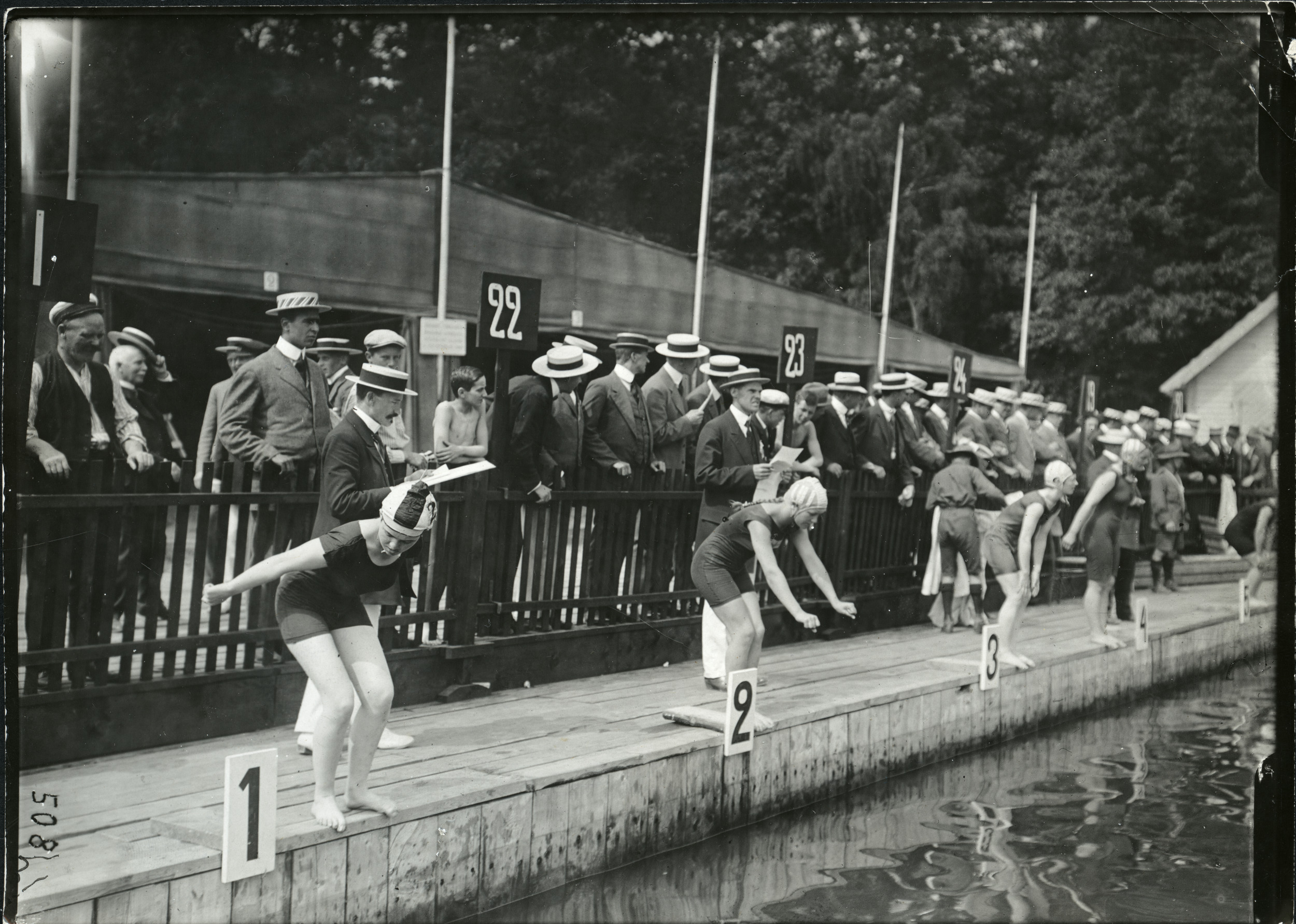
Départ de la quatrième série du 100 mètres nage libre féminin.
Wally Dressel avec le no 21
Irene Steer avec le no 23
Les autres nageuses sont Fanny Durack, Margarete Adler, Greta Carlsson et Regina Kari.

## Demi-finales
| Série | Rang  | Pays | Nom                | Temps        | Qualification                                    |
| ----- | ----- | ---- | ------------------ | ------------ | ------------------------------------------------ |
| 1     | 1     |      | Fanny Durack       | 1 min 20 s 8 | Q                                                |
| 1     | 2     |      | Daisy Curwen       | 1 min 26 s 8 | Q                                                |
| 1     | 3     |      | Annie Speirs       | 1 min 27 s   | q (meilleure troisième)                          |
| 1     | 4     |      | Isabella Moore     | 1 min 27 s 4 |                                                  |
| 1     | 5     |      | Mary Langford (en) | 1 min 29 s 2 |                                                  |
| 1     | 6     |      | Louise Otto        | 1 min 32 s   |                                                  |
| 2     | 1     |      | Mina Wylie         | 1 min 27 s   | Q                                                |
| 2     | 2     |      | Jennie Fletcher    | 1 min 27 s 2 | Q                                                |
| 2     | 3     |      | Grete Rosenberg    | 1 min 29 s 2 | repêchée (à la suite du forfait de Daisy Curwen) |
| 2     | 4     |      | Wally Dressel      | 1 min 33 s 4 |                                                  |
| 2     | n. c. |      | Irene Steer        | 1 min 29 s   | disqualifiée (faux départ)                       |

Les demi-finales ont lieu le jeudi 12 juillet à midi. Les deux premières de chaque demi-finale et la meilleure troisième sont qualifiées pour la finale.
Domination anglo-saxonne à nouveau pour les demi-finales puisque l'Allemande Grete Rosenberg n'entre en finale qu'à la suite du forfait de Daisy Curwen, hospitalisée le jour même des demi-finales pour une opération de l'appendicite. La première demi-finale est facilement dominée par l'Australienne Fanny Durack. La seconde demi-finale est très disputée entre l'Australienne Mina Wylie et l'anglaise Jennie Fletcher. Les deux femmes sont au coude à coude toute la course et ne sont séparées à l'arrivée que de deux centièmes. La Galloise Irene Steer arrivée troisième est disqualifiée. La délégation allemande a porté réclamation pour son faux-départ,,.

## Finale
| Rang | Pays | Nom             | Temps        |  |
| ---- | ---- | --------------- | ------------ |  |
| 1    |      | Fanny Durack    | 1 min 22 s 2 |  |
| 2    |      | Mina Wylie      | 1 min 25 s 2 |  |
| 3    |      | Jennie Fletcher | 1 min 27 s   |  |
| 4    |      | Grete Rosenberg | 1 min 27 s 2 |  |
| 5    |      | Annie Speirs    | 1 min 27 s 4 |  |

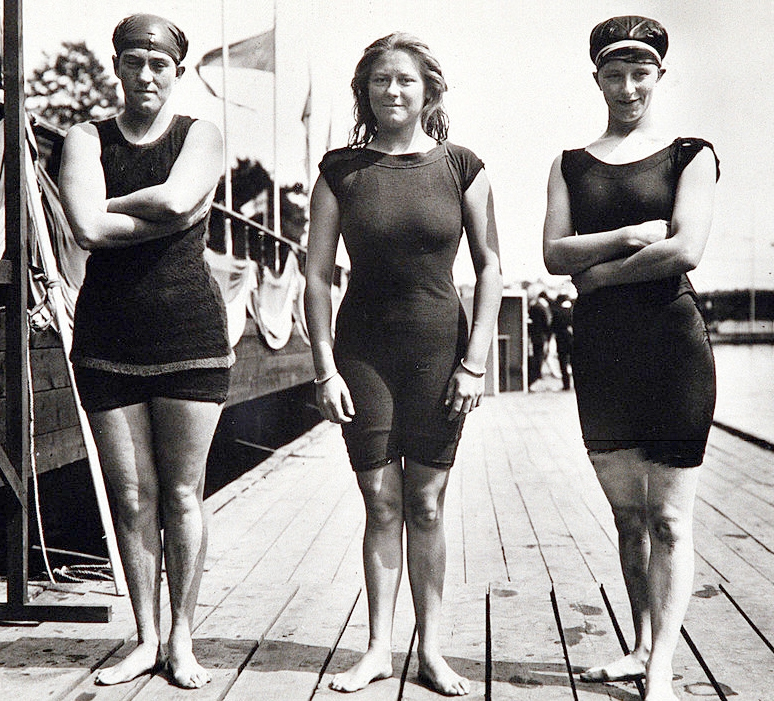
Le podium du 100 mètres nage libre féminin aux Jeux olympiques de 1912 : Fanny Durack, à gauche, Mina Wylie au centre et Jennie Fletcher à droite.

La finale se déroule le vendredi 12 juillet à 19 h 30.
La Britannique Daisy Curwen est forfait, elle se remet de son opération de l'appendicite. La course est largement dominée, de bout en bout, par l'Australienne (sous les couleurs de l'Australasie) Fanny Durack, même si elle réalise en 1 min 22 s 2 son plus mauvais temps de la compétition. Sa compatriote et amie Mina Wylie se place sans trop de difficultés sur la seconde marche du podium. Par contre, la lutte est serrée entre les trois autres nageuses pour la dernière médaille. La Britannique Jennie Fletcher s'impose de deux centièmes sur l'Allemande Grete Rosenberg qui à son tour ne devance la cinquième, la Britannique Annie Spiers de deux centièmes,,.